# JIMOS
株式会社JIMOS（ジモス、英: JIMOS Co., Ltd.）は、福岡県福岡市に本社を置く化粧品・医薬部外品・健康食品を主体に取り扱う通信販売業の企業である。

## 概要・特徴
会社名の「JIMOS」は、ジャパン・インターナショナル・メールオーダーシステム （Japan International Mail Order System）の略称で、どんな環境の、どんな年齢の方でも、通信販売の仕組みを通じて、情報社会の恩恵を受けられるようなサービスを提供したいとの思いから名付けられた。
コンセプトの「one to only one」は、「誰かではなく、たった一人のあなたのために」という意味で付けられた。 (ブランド・社名・ロゴマーク由来辞典より)

## 沿革
- 1998年（平成10年）
  - 9月14日 - 福岡市中央区に株式会社ジモスとして設立。広告代理業務、卸売業務を開始 。
  - 11月 - 化粧品ブランド「MACCHIA」（現・MACCHIALb.）シリーズの通信販売を開始、通信販売事業に進出。
- 1999年（平成11年）8月 - 新ブランド「実用撰案（じつようせんあん）」シリーズの通信販売を開始。
- 2000年（平成12年）3月 - 事業拡大のため、福岡市中央区今泉に本社を移転。
- 2001年（平成13年）2月 - 福岡ダイエーホークスのオフィシャル球団誌「月刊Hawks（ホークス）」の編集・発行を開始。
- 2002年（平成14年）6月 - 健康食品ブランド「MACCHIABIO（マキアバイオ）」シリーズの通信販売を開始。
- 2003年（平成15年）
  - 5月 - 有限会社ジモス酒蔵を100%子会社化。
  - 6月 - 化粧品ブランド名を「MACCHIA」から「MACCHIALb.（マキアレイベル）」へ変更。「月刊Hawks（ホークス）」の編集・発行事業から撤退。
  - 7月 - 有限会社ジモス酒蔵において焼酎の通信販売を開始。
  - 8月 - 東京都港区に東京オフィスを開設。
  - 10月 - 有限会社ジモス酒蔵において飲料事業を開始。
  - 12月 - （財）日本情報処理開発協会より「プライバシーマーク」の付与認定。
- 2004年（平成16年）
  - 3月 - 株式を日本証券業協会ジャスダック市場に上場（3月5日）。本社を、福岡市中央区天神に移転。
  - 10月 - 株式会社ドクターズバイオ研究所設立。
- 2005年（平成17年）
  - 3月 - 株式会社サイバードとの業務・資本提携。
  - 4月 - ケータイ連動型占い書籍「ケータイ絵文字占い」を発売。データベース連動型サイト「リダクトネスドットコム」を開始。
  - 6月 - 東京支社を品川区に移転。
  - 7月 - 有限会社ジモス酒蔵を吸収合併。
  - 10月 - 商号を株式会社JIMOSに変更。
  - 11月 - 東京支社の呼称を東京本社に変更。「生活の代謝の本」（会報誌）、生活代謝のお店」（ECサイト）を「代謝生活CLUB」（会報誌・ECサイト）としてリニューアル。株式会社コマースニジュウイチを子会社化。
- 2006年（平成18年）10月 - 株式会社サイバードと経営統合。株式会社サイバードホールディングスを持株会社とする体制へ。
- 2008年（平成20年）
  - 3月 - マネジメント・バイアウト実施により、サイバードホールディングスが上場廃止。
  - 7月 - 福岡・天神に初の店舗となる「マキアレイベルショップ」を期間限定で開設。
  - 10月 - 株式会社ドクターズバイオ研究所を吸収合併。
  - 11月 - 常時店舗「マキアレイベルショップ」を福岡市中央区天神に開設。
- 2009年（平成21年）2月 - 事業拡大に伴う本社移転（福岡市博多区冷泉町）。
- 2011年（平成23年）
  - 2月 - 東京本社移転（東京都渋谷区）。
  - 10月 - マキアレイベルショップを天神「イムズ」に移転。
- 2012年（平成24年）4月 - Coyori（こより）ブランドのリニューアル。
- 2013年（平成25年）
  - 6月 - 親会社の株式譲渡、異動により、株式会社ナック（NAC）グループの傘下となる。
  - 7月 - 次世代認定マーク「くるみん」を取得。「次世代育成支援対策推進法」に基づき、「子育てサポート企業」として、厚生労働省から認定。
- 2014年（平成26年）2月 - マキアレイベルブランドのリニューアル。
- 2016年（平成28年）4月 - 酒販事業を親会社である株式会社ナックへ吸収分割にて継承。
- 2017年（平成29年）9月 - 台湾子会社（吉慕詩股份有限公司）設立。
- 2018年（平成30年）
  - 5月 - MACCHIA LABEL（マキアレイベル）ブランドリニューアル。マキアレイベルショップを閉店。
  - 12月 - インフィニティービューティー株式会社を子会社化。
- 2019年（平成31年）4月 - インフィニティービューティー株式会社を吸収合併。
- 2020年（令和2年）12月 - SINN PURETÉの取扱を開始。
- 2021年（令和3年）
  - 6月 - SINN PURETÉブランドリニューアル。
  - 7月 - ライフコンセプトショップ『umi to mori』を代々木公園エリアにオープン。
  - 9月 - インフィニティービューティー事業部・代謝生活事業を分社化。
- 2022年（令和4年）
  - 7月 - 株式会社豆腐の盛田屋を吸収合併
  - 10月 - 『umi to mori』を閉店
- 2025年（令和7年）
  - 4月 - 株式会社アップセールを吸収合併

## 主な商品
- マキアレイベル
  - 薬用クリアエステヴェール（医薬部外品）
  - プロテクトバリアリッチ
  - リプレイズシリーズ
  - エクストラリセットクリーム
- Coyori
  - 美容液オイル
- SINN PURETE
  - トゥーグッド マルチベネフィットオイル
  - マインドフル　フレグランス
- 豆腐の盛田屋
  - 豆乳よーぐるとぱっく 玉の輿
  - 豆乳せっけん 自然生活

## 事業の紹介
- 通販事業
  - 個人のお客様を対象に「化粧品」「健康食品」「医薬品」の分野でオリジナルブランドを中心に通信販売を展開している。
  - 化粧品事業では、最先端の技術と成分を取り入れた「マキアレイベル」と、日本の自然素材の力を活かした「Coyori」、大豆の力に着目した「豆腐の盛田屋」、香りで心と肌に働きかける「SINN PURETE」の4つのブランドを展開。
- 卸事業
  - 自社化粧品ブランドである「マキアレイベル」「Coyori」「SINN PURETE」「豆腐の盛田屋」の商品を、GMS、バラエティショップ、ドラッグストア、総合通販事業者等に、卸売り販売を展開。